# Osmia tersula
Osmia tersula är en biart som beskrevs av Cockerell 1912. Osmia tersula ingår i släktet murarbin, och familjen buksamlarbin. Inga underarter finns listade i Catalogue of Life.